# 新潟県道47号小出停車場線
新潟県道47号小出停車場線（にいがたけんどう47ごう こいでていしゃじょうせん）は、新潟県魚沼市内を通る県道（主要地方道）である。

## 概要

### 路線データ
- 起点：小出停車場（新潟県魚沼市四日町字郷ノ瀬）
- 終点：新潟県魚沼市本町1丁目（国道352号・新潟県道458号下倉小出線交点）
- 実延長：569.1m[1]

## 歴史
1971年（昭和46年）に建設省（現・国土交通省）が主要地方道小出銀山平線を指定され、翌1972年に新潟県が県道661号小出銀山平線を認定したが、1974年に大部分が一般国道352号へ昇格されたことから1976年に県道661号小出銀山平線を廃止し県道847号小出停車場線を認定。
- 1993年（平成5年）5月11日 - 建設省から、県道小出停車場線が主要地方道に再指定される[2]。
- 1994年（平成6年）4月2日 - 整理番号を847から47へ変更。

## 路線状況

### 重複区間
- 新潟県道532号虫野小出停車場線（魚沼市四日町・小出駅、起点 - 旭町交差点）
- 新潟県道371号堀之内小出線（旭町交差点 - 魚沼市四日町 - 本町交差点、終点）

## 地理

### 通過する自治体
- 魚沼市

### 交差する道路
- 新潟県道372号五箇小出線（新潟県道532号虫野小出停車場線重複）・新潟県道371号堀之内小出線（旭町交差点）
- 新潟県道372号五箇小出線（バイパス）（魚沼市四日町）
- 国道352号（新潟県道328号三ツ又小出線重複）・新潟県道458号下倉小出線（本町交差点、終点）

### 沿線
- JR上越線・只見線 小出駅
- 魚沼市役所 小出庁舎（旧・小出町役場）
- 第四北越銀行 小出中央支店
- 第四北越銀行 小出支店
- 大光銀行 小出支店
- 新潟縣信用組合 小出支店
- ゆきぐに信用組合 小出郷支店
- JA北魚沼 小出町支店
- 小出郵便局
- サカキヤ 本町店（スーパーマーケット）
- 魚野川